# Leptopelis mossambicus
Espèce
Statut de conservation UICN

 LC  : Préoccupation mineure
Leptopelis mossambicus est une espèce d'amphibiens de la famille des Arthroleptidae.

## Répartition
Cette espèce se rencontre au Mozambique, dans le sud du Malawi, dans l'est du Zimbabwe, au Swaziland et dans le nord-est de l'Afrique du Sud.
Sa présence est incertaine en Botswana.

## Description
Les mâles mesurent jusqu'à 52 mm et les femelles jusqu'à 63 mm.

## Étymologie
Son nom d'espèce lui a été donné en référence au lieu de sa découverte, le Mozambique.

## Publication originale
- Poynton, 1985 : Nomenclatural revision of southeast African treefrogs of the genus Leptopelis  (Amphibia: Hyperoliidae). South African Journal of Science, vol. 81, p. 466-468.